# Orthez
Orthez (okzitanisch Ortès) ist eine südwestfranzösische Stadt und eine Gemeinde im Arrondissement Pau mit 10.836 Einwohnern (Stand 1. Januar 2022) im Département Pyrénées-Atlantiques in der Region Nouvelle-Aquitaine (vor 2016: Aquitanien).

## Lage und Klima
Orthez liegt am Fluss Gave de Pau im Norden der historischen Provinz Béarn in einer Höhe von ca. 75 m. Die Städte Pau und Bayonne liegen knapp 50 km südöstlich bzw. 75 km westlich. Das Klima ist gemäßigt; der reichliche Regen (ca. 1040 mm/Jahr) fällt übers Jahr verteilt.

## Bevölkerungsentwicklung
| Jahr          | 1800  | 1851  | 1901  | 1954  | 1999   | 2016   | 2021   |
| ------------- | ----- | ----- | ----- | ----- | ------ | ------ | ------ |
| Einwohner     | 6.738 | 6.948 | 6.365 | 6.713 | 10.121 | 10.627 | 10.684 |
| Quelle: INSEE |       |       |       |       |        |        |        |

Trotz der – durch die Reblauskrise im Weinbau im ausgehenden 19. und in der ersten Hälfte des 20. Jahrhunderts ausgelösten – Landflucht stieg die Einwohnerzahl der Gemeinde zunächst kaum an. Erst in den 1960er Jahren kam es wegen der Mechanisierung der Landwirtschaft zu einem Mangel an Arbeitsplätzen auf dem Land, was in der Kleinstadt einen deutlichen Bevölkerungsschub auslöste. Zur Gemeinde gehört auch der etwa 1000 Einwohner zählende Ort Sainte-Suzanne.

## Wirtschaft
Die Stadt liegt inmitten einer landwirtschaftlich intensiv genutzten Umgebung; der Ort gehört zum Weinbaugebiet Béarn. In der Stadt selbst haben sich Kleinhändler, Handwerker und Dienstleistungsbetriebe aller Art angesiedelt. Im Jahr 1951 wurde unter dem etwa 15 km südöstlich liegenden Ort Lacq ein großes Erdgasvorkommen entdeckt, das seit den 1960er Jahren ausgebeutet wurde  wirtschaftliche Auswirkungen auf die ganze Region hatte.

## Geschichte
Orthez entstand im 11. oder 12. Jahrhundert aus dem Zusammenschluss zweier eng beieinander liegender kleinerer Siedlungskerne, die den Warenverkehr auf dem Fluss kontrollierten. Im Jahr 1242 machte Gaston VII. Moncade, der Vizegraf (vicomte) des Béarn, Orthez zu seiner Residenz. Möglicherweise auf seine Anregung hin wurde die mittelalterliche Brücke erbaut, die bis heute das Wahrzeichen der Stadt ist. Vom 13. bis zum 15. Jahrhundert war die Stadt Residenz der Vizegrafen des Béarn. Gaston Fébus, eine der bedeutendsten Persönlichkeiten des französischen Mittelalters, wurde im Jahr 1331 im gräflichen Schloss geboren. Trotz der Verlagerung der gräflichen Residenz nach Pau im Jahr 1466 blieb Orthez ein wichtiger Handelsplatz im Hinterland des Hafens von Bayonne. Im 16. Jahrhundert ließ sich Jeanne d’Albret, die dem Protestantismus zugewandte Mutter des späteren Königs Heinrich IV., vorübergehend in Orthez nieder; hierhin verlegte sie im Jahr 1566 die Académie protestante du Béarn, die im Jahr 1583 von ihrem Sohn zur Universität erhoben wurde. Auch im 17. und 18. Jahrhundert blühte der Handel mit England und Nordeuropa.
Während der Französischen Revolution war Orthez die Hauptstadt eines Distrikts, seit dem 17. Februar 1800 eines Arrondissements. Das Arrondissement wurde am 10. September 1926 aufgelöst, die Kantone wurden den Arrondissements Oloron und Pau zugeteilt.
Im Jahr 2017 wurde Orthez der Ehrentitel „Reformationsstadt Europas“ durch die Gemeinschaft Evangelischer Kirchen in Europa verliehen.

## Sehenswürdigkeiten

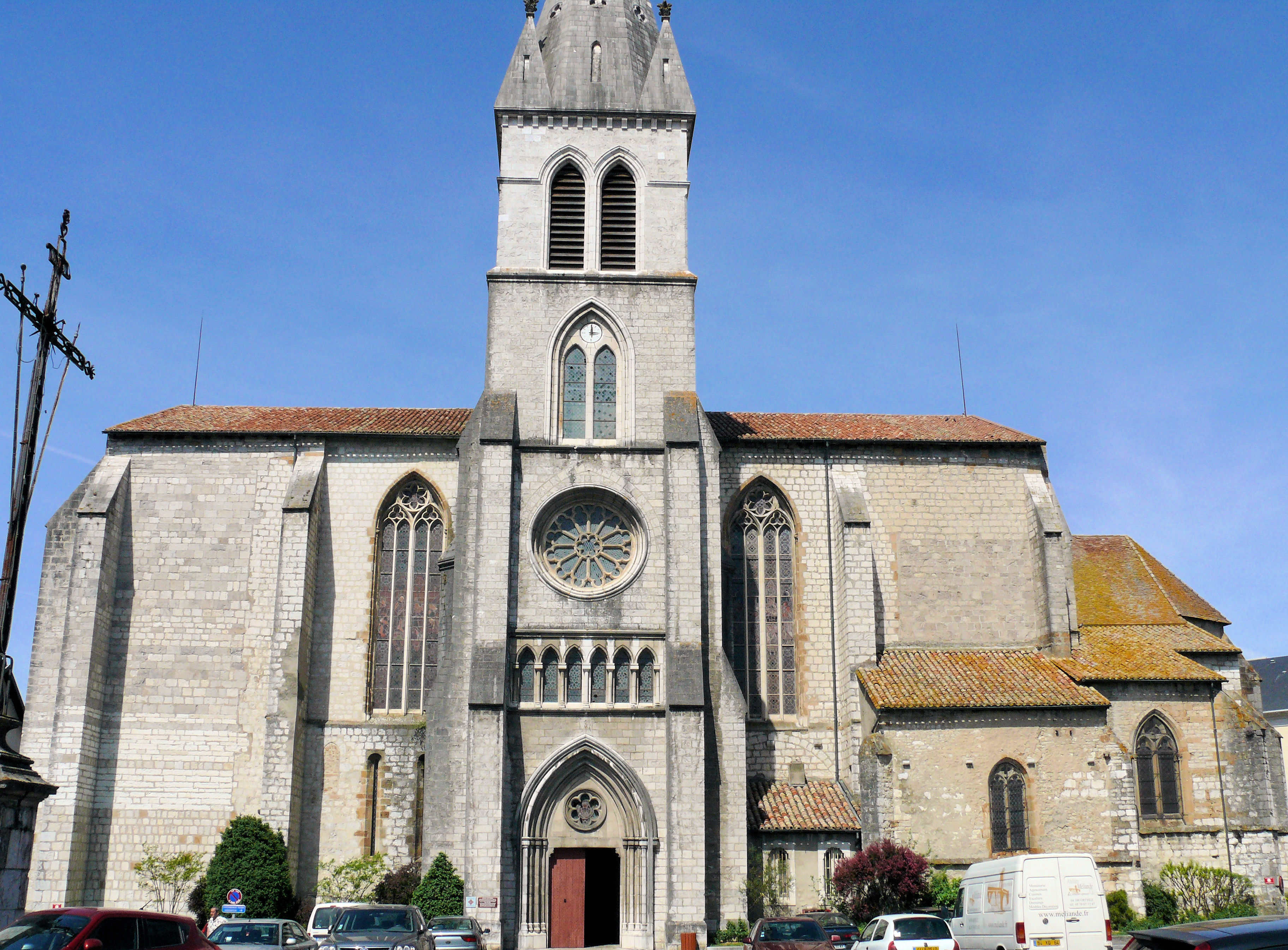
Orthez – Église St-Pierre

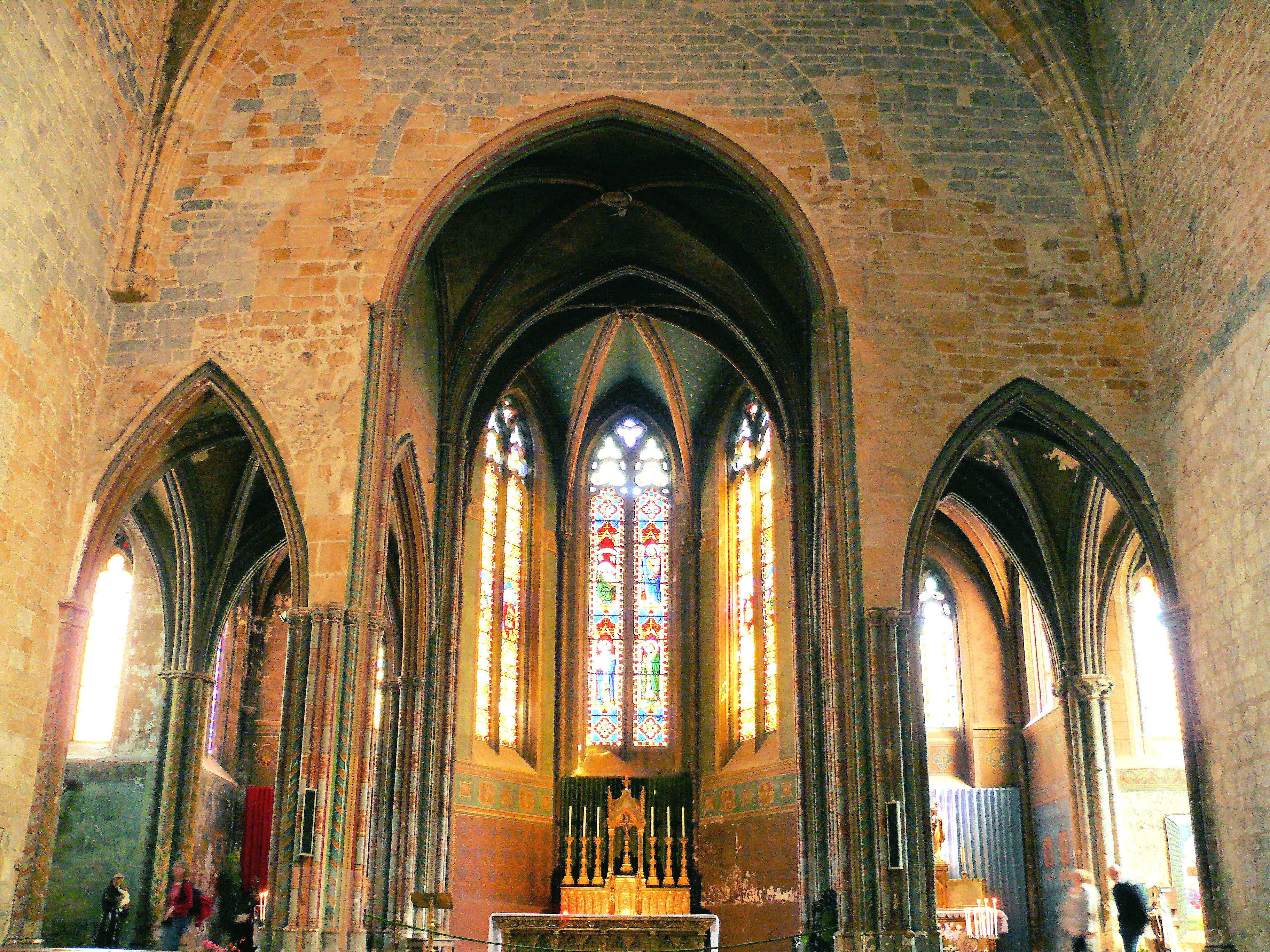
Orthez – Église St-Pierre, Triumphbogen

- Die Eglise Saint-Pierre wird erstmals nach dem Jahr 1260 erwähnt, doch ist die Existenz eines Vorgängerbaus wahrscheinlich. Als Auftraggeber des Neubaus gilt ebenfalls Gaston VII. Moncade. Weitgehend original erhalten sind der Vierungs- und Chorbereich; das Kirchenschiff (nef) wurde im 16. Jahrhundert erhöht und erhielt im 19. Jahrhundert den heutigen Glockenturm (clocher).[4] Der Kirchenbau wurde im Jahr 2012 als Monument historique anerkannt.[5]
- Das auf einem Hügel (butte) gelegene und von einem Graben umgebene Château Moncade wurde im Jahr 1242 oder kurz darauf erbaut; heute ist nur noch der im 15./16. Jahrhundert aufgestockte ehemalige Bergfried (donjon) erhalten.[6] Die Burgruine wurde bereits im Jahr 1840 als Monument historique eingestuft.[7]
- Der Vigne de Moncade ist ein erst im Jahr 1991 an der Flanke des Burghügels angelegter Weinberg, der an die lange Weinbautradition des Ortes erinnert.[8]
- Die alte Brücke (Pont Vieux) stammt aus dem 13. Jahrhundert; ihr heutiges Aussehen erhielt sie jedoch erst unter Gaston Fébus im 14. Jahrhundert. Ursprünglich hatte sie zwei Türme, heute überspannen drei asymmetrische Bögen, in deren Mitte sich der befestigte Brückenturm befindet, die Gave. Der Turm hat den Ansturm der protestantischen Truppen Montgomerys (1569) während der Hugenottenkriege und den der Truppen des Herzogs von Wellington (1814) während der napoleonischen Kriege weitgehend überstanden; trotzdem fand im 19. Jahrhundert eine grundlegende Restaurierung statt.[9] Bereits seit dem Jahr 1875 ist die Brücke als Monument historique anerkannt.[10]
- Das im 13. oder 14. Jahrhundert erbaute Hôtel de la Lune ist ein repräsentatives und gleichzeitig wehrhaftes Gebäude einer wohlhabenden Familie; es soll im Jahr 1388 den Chronisten Jean Froissart beherbergt haben. Hübsch sind die beiden Kreuzstockfenster.[11]
- Im Maison Jeanne d’Albret aus dem 16. Jahrhundert hat die Mutter des späteren Königs Heinrich IV. während einer in Pau grassierenden Epidemie einige Zeit verbracht. Für repräsentative Bauten dieser Zeit üblich ist der außen liegende Treppenturm. Im Garten steht ein Taubenhaus (pigeonnier).[12]
- Teile des Maison Batcave stammen noch aus dem 13./14. Jahrhundert; andere Bauteile wurden später hinzugefügt.
- Die einräumige protestantische Kirche (temple) entstand im ausgehenden 18. und beginnenden 19. Jahrhundert in neoklassischen Stil.[13]
- Die Arènes du Pesqué sind eine im Jahr 1927 angelegte Sportstätte mit angeschlossenem Park.[14]

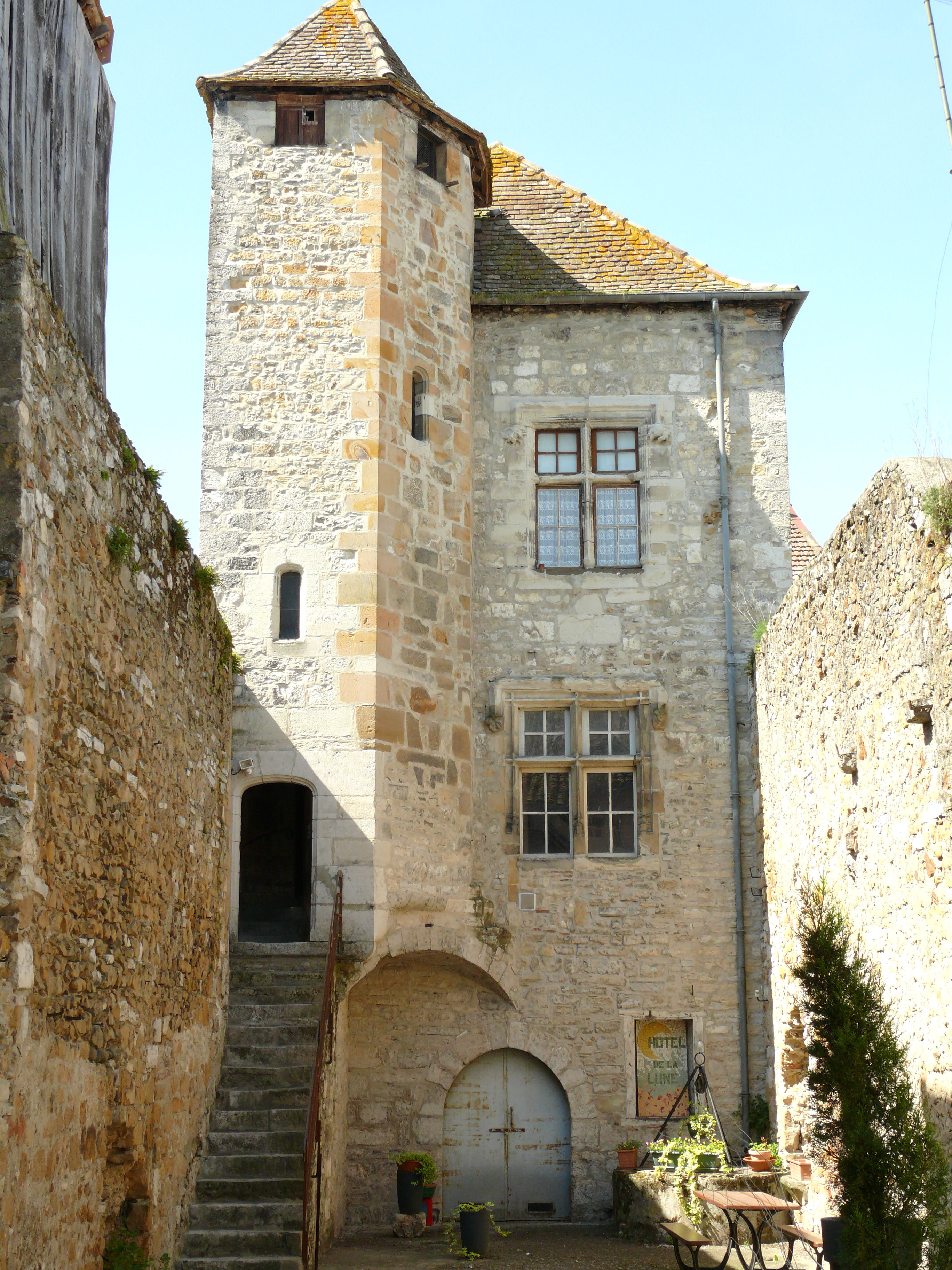
Hôtel de la Lune
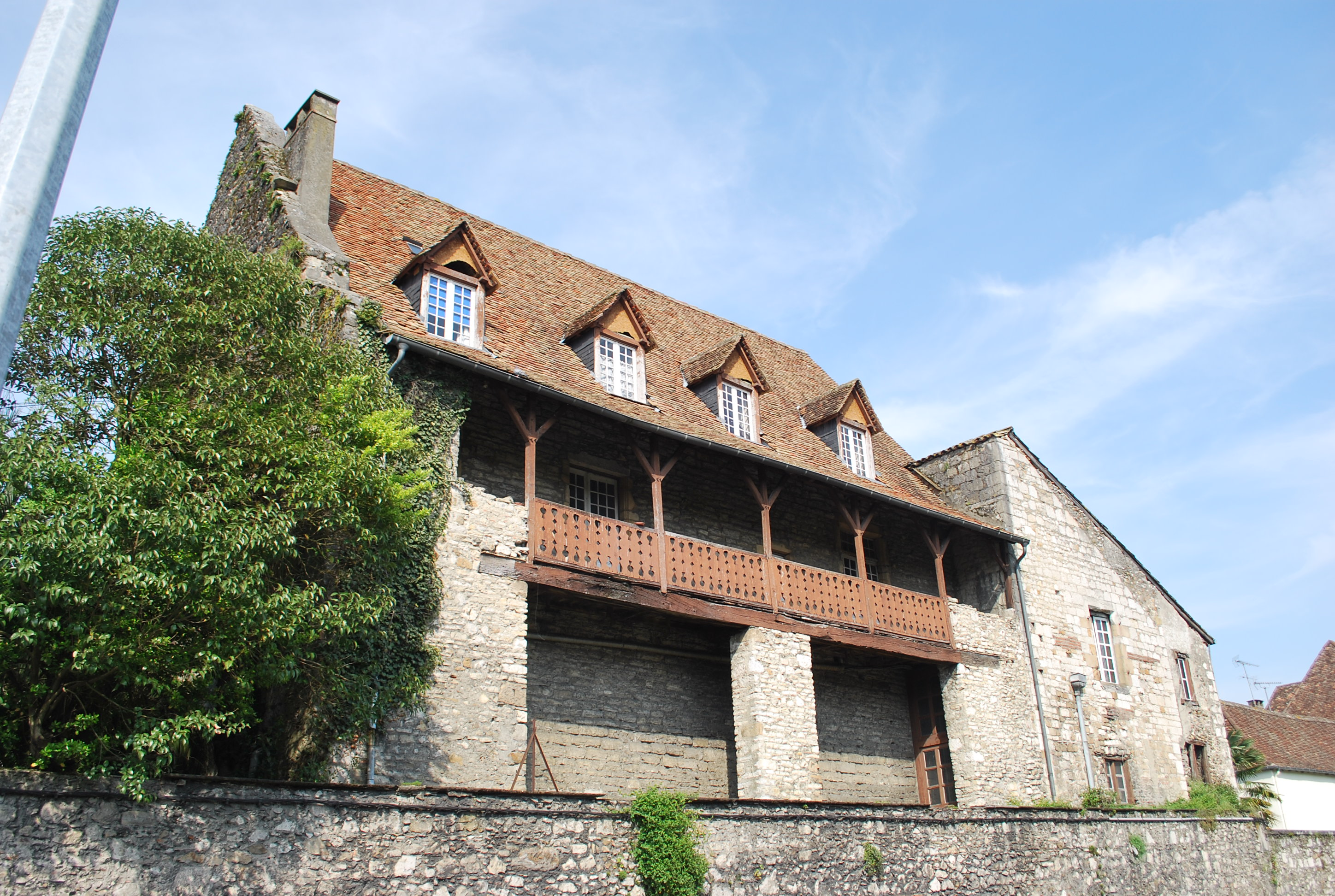
Maison Batcave
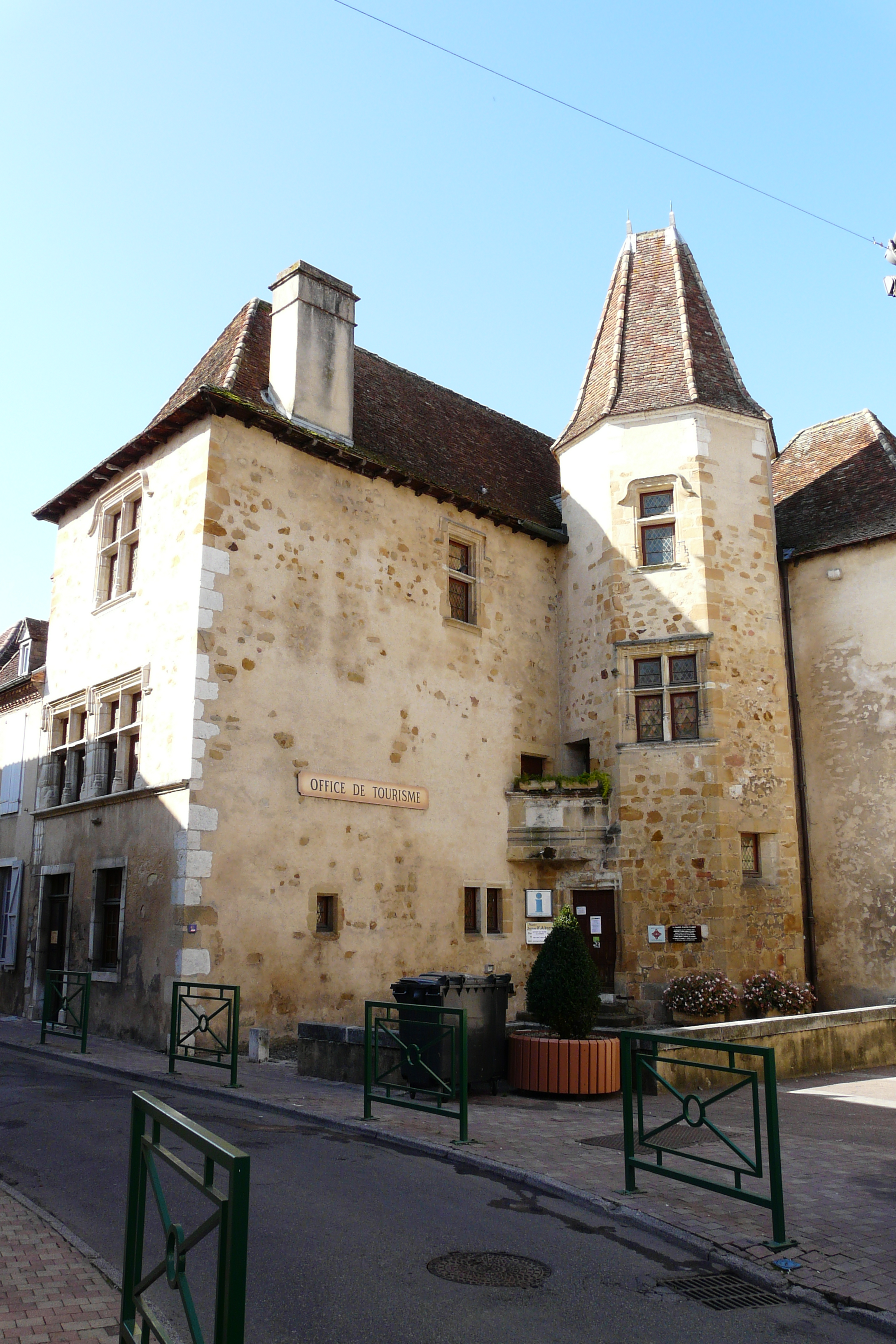
Maison Jeanne d’Albret
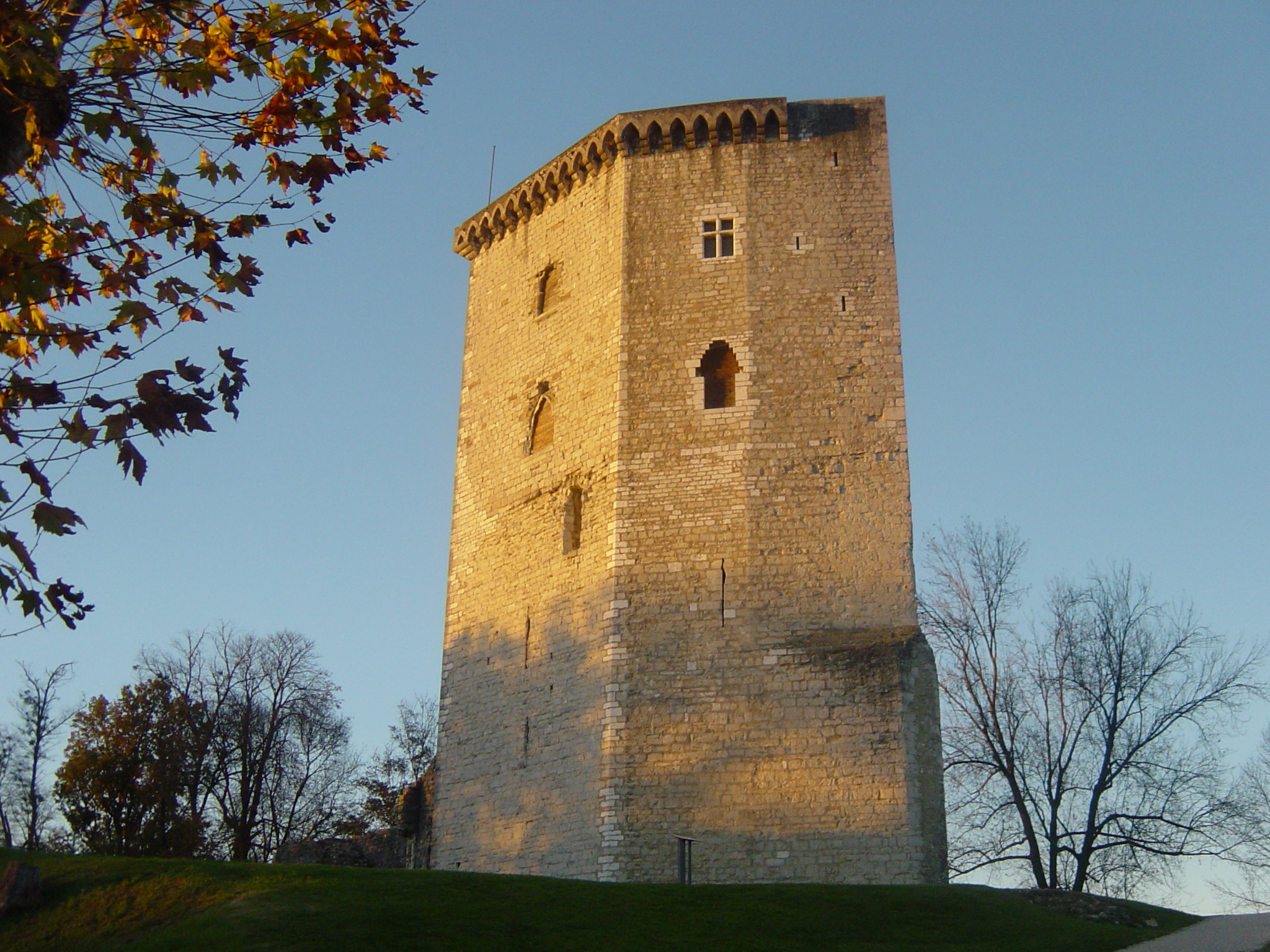
Tour Moncade

Sainte-Suzanne
- Das vom 16. bis 19. Jahrhundert erbaute und im Privatbesitz befindliche Château de Baure steht in einem Wäldchen am westlichen Ortsrand. Es ist seit dem Jahr 2005 als Monument historique anerkannt.[15]

## Persönlichkeiten
- Gaston III. (1331–1391), der bekannteste Herr der ehemaligen Grafschaft von Foix in Südfrankreich
- Pierre Viret (1511–1571), Reformator und Lehrer an der Akademie von Orthez
- Eugène Casalis (1812–1891), Missionar und Linguist
- Francis Planté (1839–1934), Pianist
- Paul Reclus (1847–1914), Chirurg
- Jean-Louis Curtis (1917–1995), Schriftsteller
- François Saint-Macary (1936–2007), römisch-katholischer Geistlicher, Erzbischof von Rennes
- Joël Suhubiette (* 1962), Dirigent
- Sylvain Darrifourcq (* 1979), Schlagzeuger
- Paul Lay (* 1984), Jazzmusiker

## Partnerstädte
- Tarazona, Aragonien
- Mirandela, Portugal
- Miranda do Douro, Portugal